# Nouvelle Association des artistes munichois
La Nouvelle Association des artistes munichois (en allemand : Neue Künstlervereinigung München) (NKVM), fondée le 22 janvier 1909, est un petit groupe d'artistes en rupture avec l'art impressionniste et les structures existantes à Munich.

## Histoire
Vassily Kandinsky devient président, Alexej von Jawlensky vice-président et Adolf Erbslöh secrétaire.
Leur manifeste prévoit notamment de débarrasser les formes de tout ce qui est secondaire pour mieux mettre en évidence ce qui est important. L'Association se veut un rassemblement d'artistes et de toute forme d'art. Elle cherche à s'ouvrir aux artistes de toutes disciplines, allemands ou étrangers s'ils adhèrent à ses principes fondateurs.
Pour recruter des artistes d'avant-garde français, Erbslöh contacte le peintre Pierre Girieud, ami de Kandinsky depuis 1904, comme en témoigne un échange de correspondance entre Erbslöh et Girieud, qui aide à l'organisation et participe aux trois expositions de l'association.
Kandinsky se sent de plus en plus incompris des autres membres du groupe et, dès la fin de 1910, envisage la rupture. Début 1911, il démissionne de sa fonction de président et, dans le courant de l'été, les divergences se font de plus importantes. Le conflit éclate finalement début décembre 1911. Alors que la troisième exposition est en préparation, la Composition V de Kandinsky est refusée, prétendument car les dimensions du tableau sont trop importantes. À la suite de cet incident, Gabriele Münter, Franz Marc et Kandinsky quittent le groupe.

## Les expositions
La première exposition se tient du 1er au 15 décembre 1909 à la Galerie d'art moderne Thannhauser de Munich et comprend 128 œuvres présentées par seize artistes, Paul Baum, Wladimir von Bechtejeff (de), Erma Bossi, Emmi Dresler, Robert Eckert, Adolf Erbslöh, Pierre Girieud, Karl Hofer, Alexej von Jawlensky, Vassily Kandinsky, Alexander Kanoldt, Moïse Kogan, Alfred Kubin, Gabriele Münter, Carla Pohle, Marianne von Werefkin.
La deuxième exposition se tient du 1er au 14 septembre 1910 toujours à la galerie Thannhauser de Munich. 115 œuvres sont exposées par 29 artistes : Wladimir von Bechtejeff (de), Erma Bossi, Georges Braque, David Bourliouk, Vladimir Bourliouk, Vassily Denissov, André Derain, Kees van Dongen, Francisco Durrio, Adolf Erbslöh, Henri Le Fauconnier, Pierre Girieud, Hermann Haller, Bernhard Hoetger, Alexej von Jawlensky, Eugen von Kahler (de), Vassily Kandinsky, Alexander Kanoldt, Moïse Kogan, Alfred Kubin, Alexander Mogilewski, Gabriele Münter, Adolf Nieder, Pablo Picasso, Georges Rouault, Edwin Scharff, Séraphin Soudbinine, Maurice de Vlaminck, Marianne von Werefkin.
La troisième exposition se déroule au même endroit du 18 décembre 1911 au 1er janvier 1912.
Cette troisième manifestation, en réalité, en contient deux totalement parallèles, révélant la scission de la NKVM et la création d'un nouveau mouvement Der Blaue Reiter (Le Cavalier bleu).
La NKVM expose 58 œuvres de 8 artistes : Wladimir von Bechtejeff (de), Erma Bossi, Adolf Erbslöh, Pierre Girieud, Alexej von Jawlensky, Alexander Kanoldt, Moïse Kogan, Marianne von Werefkin.
Le Cavalier bleu expose, quant à lui, 43 œuvres de 14 artistes.

### Sources et bibliographie
- (fr) Hans Christoph von Tavel, Le Cavalier Bleu : Dédié au grand collectionneur Josef Müller (1887-1977), Berne, Musée des beaux-arts, 1986, 298 p.Catalogue de l'exposition qui s'est tenue du 21 novembre 1986 au 15 février 1987 au Musée des beaux-arts de Berne.
- (fr) Suzanne Pagé (dir.), Figures du moderne, 1905-1914, Dresde Munich Berlin : L'expressionnisme en Allemagne, Paris, Paris-Musées, novembre 1992, 464 p. (ISBN 978-2-87900-081-7)Catalogue de l'exposition qui s'est tenue du 18 novembre 1992 au 14 mars 1993 au Musée d'art moderne de la ville de Paris.
- (de) Annegret Hoberg et Helmut Friedel, Der Blaue Reiter und das Neue Bild : Von der Neuen Künstlervereinigung München zum Blauen Reiter [« Le Blaue Reiter et la Neue Bild : de la Nouvelle Association des artistes munichois au Blaue Reiter »], Munich, Prestel, 1999 (ISBN 978-3-7913-2065-6, présentation en ligne)Catalogue de l'exposition qui s'est tenue du 2 juillet au 3 octobre 1999 à la Städtische Galerie im Lenbachhaus de Munich.